# داستان جنگ (فیلم ۲۰۱۴)
داستان جنگ (به انگلیسی: War Story) فیلم درام آمریکایی محصول سال ۲۰۱۴، به کارگردانی مارک جکسون است، که بازیگرانی همچون کاترین کینر، حفصیه حرزی، بن کینگزلی در آن ایفای نقش کرده‌اند. فیلمنامه توسط کریستن گور به نگارش درآمده است، موسیقی توسط دیو اگار، چوک پالمر و ایمی لی ساخته شده و فیلم‌برداری توسط رید مورانو انجام گرفته‌است.
این فیلم در روز ۱۹ ژانویه ۲۰۱۴ در جشنواره فیلم ساندنس ۲۰۱۴، برای اولین بار در دنیا به نمایش گذاشته شد. مدتی بعد، این فیلم در جشنواره بین‌المللی فیلم روتردام ۲۰۱۴، به نمایش درآمد.

## موضوع فیلم
یک عکاس جنگ، خانمی به نام لی، به جای اینکه به خانه خود در نیویورک برگردد، به سیسیل می‌رود تا مشکلات خود هنگام حضور در لیبی را فراموش کند. در سیسیل، راهنما و عاشق سابق خود، آلبرت را ملاقات می‌کند و تلاش می‌کند به حفصیه، دختر جوان مهاجر تونسی، کمک کند تا به فرانسه فرار کند.

## افتخارات
| سال  | جایزه                          | بخش       | ذی‌نفع      | دستاورد  |
| ---- | ------------------------------ | --------- | ---------- | -------- |
| ۲۰۱۴ | جشنواره بین‌المللی فیلم روتردام | جایزه ببر | مارک جکسون | نامزدشده |